# Municipio de Yellow Creek (Carolina del Norte)
El municipio de Yellow Creek (en inglés: Yellow Creek Township) es un municipio ubicado en el  condado de Graham en el estado estadounidense de Carolina del Norte. En el año 2010 tenía una población de 642 habitantes.

## Geografía
El municipio de Yellow Creek se encuentra ubicado en las coordenadas 35°24′33.31″N 83°51′28.64″O / 35.4092528, -83.8579556.